# Абердин (Охајо)
Абердин (енгл. Aberdeen) град је у америчкој савезној држави Охајо.

## Демографија
По попису из 2010. године број становника је 1.638, што је 35 (2,2%) становника више него 2000. године.
| Група             | 2000.         | 2010.         |
| Белци             | 1.544 (96,3%) | 1.566 (95,6%) |
| Афроамериканци    | 22 (1,4%)     | 30 (1,8%)     |
| Азијати           | 3 (0,2%)      | 3 (0,2%)      |
| Хиспаноамериканци | 20 (1,2%)     | 15 (0,9%)     |
| Укупно            | 1.603         | 1.638         |